# Cmentarz prawosławny w Zubowicach
Cmentarz prawosławny w Zubowicach – nekropolia prawosławna w Zubowicach, utworzona na potrzeby miejscowej parafii po 1875, użytkowana do końca II wojny światowej.

## Historia i opis
Data powstania cmentarza nie jest znana.Cmentarz został wytyczony prawdopodobnie po przemianowaniu miejscowej unickiej cerkwi parafialnej na prawosławną wskutek likwidacji unickiej diecezji chełmskiej w 1875. Cmentarz był użytkowany przez miejscową ludność prawosławną do końca II wojny światowej i wysiedlenia prawosławnych Ukraińców. Najstarszy zachowany nagrobek pochodzi z 1893 r. Po wojnie wraz z wysiedleniami, został porzucony.
Na początku lat 90. XX wieku na terenie nekropolii znajdowało się 5 kamiennych nagrobków, 2 grobowce oraz kilkanaście drewnianych krzyży. Na cmentarzu znajdują się nagrobki dekorowane wielostopniowymi gzymsami uskokowymi, akroterionami, festonami i płycinowymi plasterkami. Inskrypcje na nagrobkach wykonane zostały w języku cerkiewnosłowiańskim. Cmentarz otaczają niepielęgnowany żywopłot oraz zniszczona metalowa siatka.